# Крейг, Джим (футболист)
Джеймс Филипп Крейг (англ. James Philip Craig род. 7 мая 1943, Глазго) — шотландский футболист и футбольный тренер, игрок сборной Шотландии. Провёл 1 матч за сборную Шотландии. Известен по выступлениям в составе клуба «Селтик».

## Карьера
За время игры на «Паркхед» Крейг завоевал 14 наград (7 титулов Лиги, 4 Кубка Шотландии и 3 Кубка Лиги), а также медаль Кубка Европы в 1967 году. Он сыграл 239 матчей за «Селтик», забив 6 голов, а его последним матчем стал победный финал Кубка Шотландии 1972 года. Провёл 1 матч за сборную Шотландии.
В мае 1972 года Крейг покинул «Селтик» и уехал жить в Южную Африку, где играл за клуб «Хелленик». Через шесть месяцев вернулся в Великобританию. Перешёл в «Шеффилд Уэнсдей», причём команда из Южного Йоркшира выплатила Селтику компенсацию в размере 10 000 фунтов стерлингов, так как сохранила его регистрацию.
Ушёл из футбола в 1973 году, чтобы сосредоточить свои усилия на карьере стоматолога.
В июле 1974 года он сменил Шэя Бреннана на посту менеджера команды «Уотерфорд Юнайтед». Однако в декабре, после одного выхода на замену, Крейг сообщил клубу, что не может выполнять свои обязанности из-за домашних проблем.

## Личная жизнь
Его отец родом из Лита, поддерживает местный футбольный клуб - Хиберниан.

## Сборная
| № | Дата       | Оппонент | Счет | Турнир                      |
| - | ---------- | -------- | ---- | --------------------------- |
| 1 | 22.11.1967 | Уэльс    | 3:2  | Отборочный турнир Евро-1968 |

Итого: 1 матч/ 1 победа/ 0 голов/ 0 голевых передач

## Трофеи
- Шотландский первый дивизион (7): 1965–66, 1966–67, 1967–68, 1968–69, 1969–70, 1970–71, 1971–72
- Кубок Шотландии (4): 1966–67, 1968–69, 1970–71, 1971–72
- Кубок Шотландской лиги (3): 1967–68, 1968–69, 1969–70
- Кубок европейских чемпионов : 1966–67
  - Финалист - 1969–70
- Кубок Глазго : 1967–68, 1969–70